# Triada z Hongkongu
Triada z Hongkongu (tytuł oryg. Long zai jiang hu) – hongkoński dramat sensacyjny w reżyserii Wong Jinga, którego premiera odbyła się w 1998 roku.
W 1999 roku podczas 18. edycji Hong Kong Film Awards Kenny G, Walter Afanasieff i Andy Lau byli nominowani do nagrody Hong Kong Film Award w kategorii Best Original Film Song.

## Fabuła
Jake staje się świadkiem ataku konkurencyjnego gangu na jego szefa. Dobrze wyszkolony, znający sztuki walki odbija więźnia i rani twarz przywódcy gangu. Jego żona ginie w tej bójce. Okaleczony szef gangu ogłasza zemstę. Wkrótce zostaje aresztowany przez policję i trafia do więzienia. Jake awansuje w hierarchii gangu.

## Obsada
Źródło: Filmweb

- Alex Fong
- Suki Kwan – Ruby Kwan
- Mark Chen
- Ben Ng – Crazy Ball
- Angie Cheung – Cindy
- Jeffrey Yu
- Teddy Chan
- Gigi Leung – Sandy Leung
- Andy Lau – Wai Cheung-Dee
- Michael Chan
- Dennis Chan
- Wing-Cho Yip – szef Brandona
- Wong Tin-lam
- Chi Hung Ng
- Lee Siu-kei
- Danise Chan